# مری اندرسون (بازیگر، زاده ۱۸۹۷)

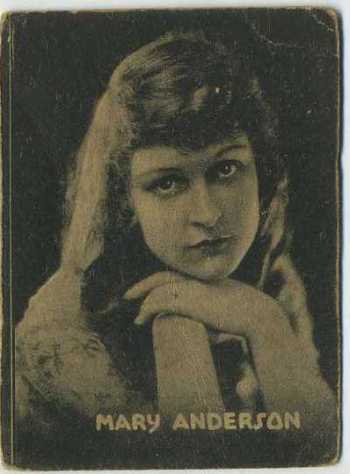

مری اندرسون (انگلیسی: Mary Anderson؛ ۲۸ ژوئن ۱۸۹۷ – ۲۲ ژوئن ۱۹۸۶) یک هنرپیشه اهل ایالات متحده آمریکا بود.

## گزیده فیلمشناسی
از فیلم‌ها یا برنامه‌های تلویزیونی که وی در آن نقش داشته‌است می‌توان به آثار زیر اشاره کرد.
- The Warning (۱۹۱۷)
- The False Faces (۱۹۱۹)
- Bubbles (۱۹۲۰)